# اخطار (فیلم ۲۰۱۸)
اخطار (به انگلیسی: The Warning) فیلمی محصول سال ۲۰۱۸ و به کارگردانی دانیل کالپارسورو است. در این فیلم بازیگرانی همچون رائول آره‌والو، هوگو آربوئس، بلن کوئستا، آیتور لونا، آئورا گاریدو، آنتونیو دچنت، سرخیو مور، پاتریسیا بیکو، آنتونیو دوران، لوئیس کایخو، ماکسیمو پاستور، پائولا مانتوربیو، اوا یوراک و ژولیه‌تا سرانو ایفای نقش کرده‌اند.